# Larín (Lugo)
Larín (llamada oficialmente San Salvador de Larín) es una parroquia y una aldea española del municipio de Láncara, en la provincia de Lugo, Galicia.

## Otras denominaciones
La parroquia también es conocida por el nombre de El Salvador de Larín.

## Organización territorial
La parroquia está formada por una entidad de población:
- Larín

## Demografía
Gráfica demográfica de la aldea y parroquia de Larín según el INE español:
| Gráfica de evolución demográfica de Larín entre 2000 y 2020 |
|                                                             |
| Datos según el nomenclátor publicado por el INE.            |